# Censor romano

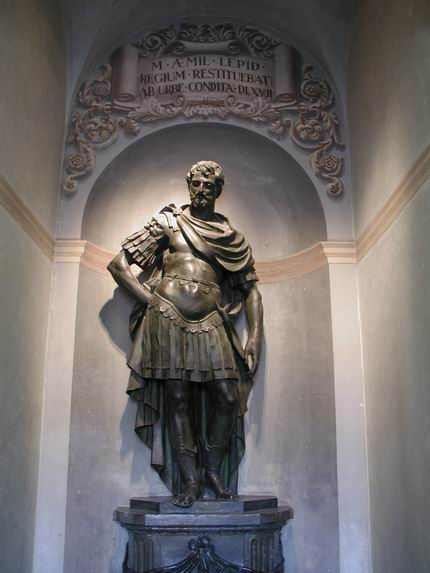
Marcus Aemilius Lepidus I, cónsul, Pontifex Maximus y censor romano

El censor  era uno de los magistrados colegiados de la antigua República romana, concretamente por dos censores, elegidos cada cinco años por los comitia centuriata presididos por uno de los cónsules.
El cargo, denominado censura, era responsable de la realización del censo, la supervisión de la moralidad pública y de ciertos aspectos de las finanzas públicas.

## Inicios de la magistratura de censor
Las funciones del censor estaban inicialmente confiadas al cónsul, que podía delegarlas. Después se crearon los dos censores, elegidos cada cinco años de entre los senadores que habían desempeñado el consulado, constituyendo esta magistratura la culminación de su carrera o cursus honorum. Los primeros censores fueron elegidos en el año 443 a. C. Se ejercían cada cinco años y al terminar se realizaba un ritual de purificación con varios sacrificios llamado lustrum. Sus competencias consistían en revisar la lista de ciudadanos, la del Senado, y decidir qué obras públicas iban a ser costeadas por la República en los siguientes cinco años.
Sus tareas se realizaban durante dieciocho meses y terminaban con la realización de la ceremonia lustral, cesando inmediatamente después en el cargo.
A finales del siglo III a. C. era la magistratura más importante de Roma. Hasta 403 a. C. la magistratura censorial correspondió exclusivamente a los patricios, pudiendo después ejercerla los plebeyos o patricios indistintamente.

## El censor desde elsigloIIa.C.
Desde 190 a. C. se estableció que el censor debía haber pasado antes por las magistraturas inferiores, y que entre cada magistratura debía existir un plazo prefijado de inacción, lo que hizo difícil el acceso al cargo para nadie que no procediera de la aristocracia, al tener las magistraturas una tradición familiar hereditaria.
Los censores distribuían los cargos en función de la riqueza. Así los censores se convirtieron en instrumento del Senado y de la aristocracia. Con el poder en el Senado, en la censura y en el orden ecuestre, la aristocracia controlaba todos los resortes del poder.
Con el advenimiento del Imperio romano, Augusto abolió esta magistratura, al atribuirse a sí mismo, como emperador, todas las funciones que ésta tenía. Ocasionalmente algunos emperadores, como Vespasiano o Domiciano, utilizaron temporalmente este título a modo de refuerzo propagandístico de sus actuaciones.